# Flor de durazno (película de 1970)
Flor de durazno es una película de drama mexicana de 1970 producida y dirigida por Emilio Gómez Muriel, y protagonizada por David Reynoso y Fanny Cano. Esta película fue filmada en locaciones de Cuautla, Morelos (México).

## Argumento
Tras la partida de su novio a los Estados Unidos en busca de recursos para casarse, una muchacha, quien trabaja en una hacienda, es seducida y abandonada por el hijo del patrón.

## Reparto
- David Reynoso como Don Germán
- Fanny Cano como Lupe
- José Elías Moreno como Padre Filemón
- Julián Pastor como Miguel
- Óscar Chávez como Fabián
- Juan Gallardo como Toño
- Luis Alarcón como Don Luis
- Hortensia Santoveña como Candelaria
- Víctor Alcocer como Don David
- Eduardo de la Peña como Policarpo
- Jacqueline Voltaire
- Margot Wagner
- Jorge Fegán como Daniel
- Elvira Lodi
- Queta Carrasco como Sirvienta
- Armando Acosta como Cantinero
- Martha Beatriz Carrillo
- Lucha Palacios
- Rosalía Murillo Kochén como Lupe, niña
- Reyes Bravo como Miguel, niño
- Ricardo Martínez Sánchez como Fabián, niño
- Susana Dosamantes como María
- Carlos Bracho como Enrique